# Papa John Creach
Papa John Creach (né John Henry Creach le 28 mai 1917 à Beaver Falls en Pennsylvanie, mort le 22 février 1994 à Los Angeles en Californie) a été le violoniste de Jefferson Airplane (1970-1975), Hot Tuna, Jefferson Starship, Jefferson Starship—the Next Generation, San Francisco All-Stars (1979-1984), The Dinosaurs (1982-1989) et Steve Taylor. Il a également publié plusieurs albums en solo.
En 1987, il a interprété le rôle de Jacob, le violoneux, dans le film de Volker Schlondorff, Colère en Louisiane.

## Discographie
- 1971 : Papa John Creach
- 1971 : Bark (Jefferson Airplane)
- 1971 : First Pull Up, Then Pull Down (Hot Tuna)
- 1972 : Long John Silver (Jefferson Airplane)
- 1972 : Burgers (Hot Tuna)
- 1972 : Filthy!
- 1973 : Thirty Seconds Over Winterland (Jefferson Airplane)
- 1973 : Baron Von Tollbooth & the Chrome Nun (Paul Kantner, Grace Slick & David Freiberg)
- 1974 : Playing My Fiddle For You
- 1974 : Dragon Fly (Jefferson Starship)
- 1975 : I'm the Fiddle Man
- 1975 : Red Octopus (Jefferson Starship)
- 1976 : Rock Father
- 1977 : Cat & The Fiddle
- 1978 : Inphasion
- 1992 : Papa Blues
- 1994 : Best of Papa John Creach